# انتشار الأسلحة الكيميائية
على الرغم من الجهود العديدة المبذولة في الحد من انتشار الأسلحة الكيميائية أو التخلص منها، تواصل دول كثيرة إجراء البحوث على مواد الأسلحة الكيميائية وتخزينها. وقعت العديد من الدول على معاهدة حظر الأسلحة الكيميائية، والتي تنص على القضاء على جميع الأسلحة الكيميائية بحلول عام 2012. أعلنت اثنتا عشرة دولة عن مرافق إنتاج الأسلحة الكيميائية التي تمتلكها وأعلنت ست دول عن مخزونها من الأسلحة الكيميائية. دُمّرت جميع مرافق الإنتاج المُعلن عنها وجرى تحويل بعضها إلى منشآت مدنية بعد دخول المعاهدة حيز النفاذ. وفقًا لحكومة الولايات المتحدة، تمتلك 17 دولة على الأقل أسلحة كيميائية نشطة في الوقت الحاضر.

## دول معاهد حظر الأسلحة الكيميائية المُعلنة عن مخزونها
وقّعت 190 دولة على معاهدة حظر الأسلحة الكيميائية، وأعلنت الدول الأطراف المدرجة أدناه كذلك عن مخزونها من الأسلحة الكيميائية، ووافقت على التخلص منها تحت الإشراف، والتحقق منها، واستخدمت في بعض الأحيان تلك الأسلحة خلال الصراعات. تأثرت الأهداف العسكرية والسكان المدنيين على حد سواء، ولم يتعرض السكان للضرر بصورة عرضية دائمًا، بل كانوا أحيانًا أهدافًا للهجوم. منذ عام 2017، جرى التأكيد على وجود مخزونات من الأسلحة الكيميائية في كوريا الشمالية والولايات المتحدة فقط.
- الهند
- العراق
- اليابان
- ليبيا
- روسيا
- سوريا
- الولايات المتحدة الأمريكية

## تفاصيل الأسلحة الكيميائية لكل دولة

### ألبانيا
في مارس 2003، أعلنت ألبانيا التي وقعت على معاهدة حظر الأسلحة الكيميائية عن امتلاكها 16 طنًا من مواد الأسلحة الكيميائية. في 11 يوليو 2007، أعلنت وزارة الدفاع الألبانية عن تدمير كامل المخزون بنجاح بمساعدة برنامج حكومة الولايات المتحدة للحد من التهديد التعاوني.

### أنغولا
اتُهمت أنغولا باستخدام الأسلحة الكيميائية في حربها الأهلية.

### الصين
شهد مساعد وزير الخارجية لشؤون الاستخبارات والبحوث كارل فورد أمام لجنة العلاقات الخارجية في مجلس الشيوخ أنّ احتمال امتلاك الصين برنامجًا متقدمًا للحرب الكيميائية مرتفع جدًا، بما في ذلك بحوث تطوير الأسلحة الكيميائية وإنتاجها وطاقات التسليح. علاوة على ذلك، ثمة قلق كبير يساور الولايات المتحدة بشأن تواصل الصين مع خبراء الأسلحة الكيميائية وتبادلها مع الدول الأخرى، ما يعزز قلق الانتشار، بما في ذلك سوريا وإيران. أعلنت الحكومة الصينية أنها كانت تمتلك ترسانة صغيرة من الأسلحة الكيميائية قديمًا ولكنها دمرتها قبل التوقيع على المعاهدة. أعلنت عن وجود منشأتين قديمتين للإنتاج الكيميائي، واللتان استُخدمتا في إنتاج غاز الخردل ومركب لويسيت.

### كوبا
وفقًا لما خلصت إليه الأمم المتحدة من وجود بقايا مشبوهة تؤثر على الحياة النباتية والحيوانية، فإنّ الجيش الكوبي خلال حربه في أنغولا عمد إلى استخدام السارين وغاز الأعصاب ضد المليشيات الكوبية.

### مصر
لم توقع مصر على معاهدة حظر الأسلحة الكيميائية وصُنّفت ضمن قوائم مختلفة على أنها تمتلك طاقة هجومية من الأسلحة الكيميائية، ويُعتقد أنها تمتلك مصنع إنتاج السارين وغاز في إكس وغاز الخردل والفوسجين. كان لمصر دور محوري في تصدير الأسلحة الكيميائية وتقنياتها إلى الدول العربية الأخرى قبل أن تعقد معاهدة السلام مع إسرائيل عام 1979. يُحتمل أن مصر ما تزال تمتلك مخزونات محدودة من القنابل والصواريخ والقذائف الكيميائية.
يُعزى اعتقاد ذلك إلى أسباب عديدة:
- عُرفت مصر باستخدام غاز الخردل خلال الحرب الأهلية اليمنية من 1963 إلى 1967.
- في سبعينيات القرن العشرين، حصلت سوريا على أول أسلحة كيميائية من مصر أثناء حرب أكتوبر، ولكنها لم تستخدمها قط خلال الحرب.[4]
- في ثمانينيات القرن العشرين، زودت مصر العراق بغاز الخردل وغاز الأعصاب، وما يرتبط بذلك من تكنولوجيا الإنتاج والانتشار.

في عام 1991، أورد الأدميرال توماس بروكس من البحرية الأمريكية خلال شهادته أمام اللجنة الفرعية المعنية بالمواد البحرية والاستراتيجية والحرجة هذا الدليل في تأكيد على احتمال حيازة مصر للأسلحة الكيميائية.
جرى تحديد منشأة واحدة فقط على أنها «من المرجح أن تشارك» في الأنشطة الهجومية. على الرغم من أن البرنامج الهجومي قد ما يزال قائمًا، لا يبدو أن مصر تمتلك مخزونًا كبيرًا من الأسلحة النشطة.

### إثيوبيا
في عام 1996، وقعت إثيوبيا على معاهد حظر الأسلحة الكيميائية ولم تعلن عن امتلاكها أي برنامج هجومي للأسلحة الكيميائية. لم يقدم أي دليل يتعارض مع هذا البيان منذ لك الحين.

### الهند
في 14 يناير 1993، أصبحت الهند أحد الأطراف الموقعة على معاهدة حظر الأسلحة الكيميائية. في يونيو 1997، أعلنت الهند عن مخزونها من الأسلحة الكيميائية. جاء الإعلان بعد بدء نفاذ معاهدة حظر الأسلحة الكيميائية التي أسفرت عن إنشاء منظمة حظر الأسلحة الكيميائية. أعلنت الهند عن حيازتها مخزونًا من غاز الخردل يبلغ 1044 طنًا.
في عام 2005، كانت الهند ضمن الدول الست التي أعلنت عن مخزونها من الأسلحة الكيميائية، والوحيدة التي وفت بالموعد النهائي لتدمير الأسلحة الكيميائية وتفتيش منظمة حظر الأسلحة الكيميائية لمرافقها. بحلول نهاية عام 2006، دمرت الهند ما يتجاوز 75% من مخزونها من الأسلحة والمواد الكيميائية ومُنحت فترة إضافية لتدمير الأسلحة الكيميائية المتبقية حتى أبريل 2009. كان من المتوقع أن تدمر الهند جميع مخزونها في غضون ذلك الإطار الزمني. في 14 مايو 2009، أبلغت الهند الأمم المتحدة بأنها دمرت كامل مخزونها من الأسلحة الكيميائية.

### إيران
قرب نهاية الحرب الإيرانية العراقية، افتُرض أن إيران استخدمت أسلحة كيميائية محدودة ردًا على الهجمات الكيميائية المتعددة من الجانب العراقي. تحتوي مركبات التوصيل التي يفترض أنها بحوزة إيران على قذائف مدفعية وقذائف هاون وصواريخ وقنابل جوية.
أورد مركز الدراسات الاستراتيجية والدولية، وهو مركز فكري مقره في واشنطن العاصمة، أن إيران تحتفظ حاليًا بما لا يقل عن مرفقين رئيسيين لإجراء بحوث مواد الأسلحة الكيميائية وإنتاجها. بدأت إيران في إنتاج غاز الأعصاب منذ عام 1994. لم يجر التحقق من صحة تلك الادعاءات.
في 13 يناير 1993، وقّعت إيران على معاهدة حظر الأسلحة الكيميائية، وأقرت بها في 3 نوفمبر 1997، ونفت مزاعم وجود برنامج سري للأسلحة الكيميائية ينتهك معاهدة حظر الأسلحة الكيميائية. اعترفت الحكومة الإيرانية في الإعلان الرسمي الذي قدمته إلى منظمة حظر الأسلحة الكيميائية بأنها أنتجت غاز الخردل في ثمانينيات القرن العشرين ولكنها أوقفت البرنامج الهجومي ودمرت مخزونات الأسلحة التشغيلية بعد انتهاء الحرب مع العراق.

### العراق
بدأ العراق بالفعل في إنتاج الأسلحة الكيميائية قبل اندلاع حرب الخليج الثانية أو إجراء عمليات التفتيش التابعة للأمم المتحدة التي أعقبتها. بعد أن بدأت الجهود البحثية في سبعينيات القرن العشرين، تمكن العراق من استخدام الأسلحة الكيميائية في حربه ضد إيران وقتل أعداد كبيرة من سكانه الأكراد في ثمانينيات القرن العشرين. في 28 يونيو 1987 في سردشت وخلال هجومين منفصلين ضد أربع مناطق سكنية، قُدر عدد الضحايا بنحو عشرة قتلى و650 جريحًا من المدنيين. استخدم العراق غاز الخردل في هجوم ضد الأكراد في 16 مارس 1988، فيما عُرف بالهجوم الكيمائي على حلبجة. أودى الهجوم بحياة ما بين 3,200 و5,000 شخص وإصابة ما بين 7,000 و10,000 آخرين، معظمهم من المدنيين. قُتل العديد من جنود القوات العسكرية الإيرانية بغاز الأعصاب خلال الهجمات الكيميائية العراقية ضد إيران. دعمت الولايات المتحدة الهجمات آنذاك.
خلال حرب الخليج الأولى، كانت هناك مخاوف من إطلاق العراق صواريخ مُحمّلة كيميائيًا على جيرانه، ولا سيما إسرائيل، ولكن العراق امتنع خوفا من انتقام الولايات المتحدة. خلال عملية حرية العراق، خشيت قوات التحالف مجددًا من احتمال إصابتها بأسلحة كيميائية.
بحلول عام 1991، وفي إطار اتفاقية وقف إطلاق النار في حرب الخليج في عام 1991، أصدرت الأمم المتحدة القرار رقم 687 الذي تمخض عنه إنشاء لجنتها الخاصة (اونسكوم). كُلّفت أنسكوم بمهمة تدمير «جميع الأسلحة الكيميائية والبيولوجية وجميع مخزوناتها وأنظمتها الفرعية ومكوناتها وجميع مرافق البحث والتطوير والدعم والتصنيع».
أزالت أونسكوم جزءًا كبيرًا من إمكانات العراق في مجال الأسلحة الكيميائية بحلول الوقت الذي غادرت فيه في ديسمبر 1998. أشرفت أونسكوم على تدمير أكثر من 88,000 ذخيرة كيميائية مُحمّلة أو غير مُحمّلة، وأكثر من 600 طن من المواد الكيميائية المسلحة، ونحو 4,000 طن من السلائف الكيميائية، و980 قطعة من معدات الإنتاج الرئيسية، و300 قطعة من المعدات التحليلية. على الرغم من هذه الإنجازات الاستثنائية، ما تزال هناك بعض الشكوك حول حيازة العراق للأسلحة الكيميائية وسلائفها والذخائر.
أعلنت منظمة حظر الأسلحة الكيميائية، التي تتولى مهمة الأشراف على تدابير التدمير، «أن الحكومة العراقية أودعت وثيقة انضمامها إلى معاهدة حظر الأسلحة الكيميائية لدى الأمين العام للأمم المتحدة، وفي غضون 30 يومًا، بتاريخ 12 فبراير 2009، أصبحت العراق الدولة الطرف 186 في المعاهدة». أعلن العراق كذلك عن مخزونه من الأسلحة الكيميائية. في 7 سبتمبر 2011، زار هوشيار زيباري مقر منظمة حظر الأسلحة الكيميائية، ليصبح بذلك أول وزير خارجية عراقي يزوره رسميًا منذ انضمام البلاد إلى معاهدة حظر الأسلحة الكيميائية.